# Anilocra holacanthi
Anilocra holacanthi là một loài chân đều trong họ Cymothoidae. Loài này được Williams & Williams miêu tả khoa học năm 1981.